# James Patamala
Norbei Camargo alias "Helmer Triana" o "James Patamala" (El Paujil, Caquetá, 5 de agosto de 1965-Puerto Rico, Caquetá, 25 de octubre de 2009) fue un comandante de la guerrilla de las Fuerzas Armadas Revolucionarias de Colombia (FARC), segundo al mando de la Columna Móvil Teófilo Forero, la cual continua bajo el comando de Hernán Darío Velásquez alias "El Paisa".

## Vida en las FARC
Camargo ingresó a las FARC a principios de la década de 1990, probablemente en 1994, pero solo ingresó a la Columna Móvil Teófilo Forero hacia el año 1998 cuando fue trasladado al departamento del Meta para reforzar la seguridad de alias el "Mono Jojoy", jefe militar de las FARC. 
Alias "James Patamala" fue acusado de ser autor intelectual de la masacre del congresista Diego Turbay Cote y su familia, el 29 de diciembre de 2000. 
En 2001 interceptó "James Patamala" al mando de unos 60 guerrilleros detuvo una caravana por la paz, que se dirigía desde Balsillas hasta San Vicente del Caguán, encabezada por el entonces candidato presidencial Horacio Serpa y su jefe de debate María Emma Mejía.
Planeó y financió el atentado contra el Club El Nogal en Bogotá, el 7 de febrero de 2003 y la Casa bomba en Neiva, en el barrio Villa Magdalena el 14 de febrero de 2003.
La justicia colombiana logró determinar que alias "James Patamala" fue también el autor intelectual del secuestro y posterior asesinato de Liliana Gaviria Trujillo el 27 de abril de 2006 en zona rural de la ciudad de Pereira, así como también del homicidio del exsenador huilense Jaime Lozada el 3 de diciembre de 2005, y la masacre de concejales en Rivera el 27 de febrero de 2006.
Las declaraciones en juicio de exguerrilleros de las FARC lo comprometieron en el plan de secuestro contra contratistas norteamericanos en Melgar, Tolima, en junio de 2007. También fue acusado por las autoridades colombianas del intento de secuestro masivo de personalidades en Armenia el 28 de agosto de 2007, y en el atentado contra el exministro de Defensa Juan Manuel Santos y su familia.
En noviembre de 2007 subversivo además fue incluido en la "Lista Clinton" en noviembre de 2007, al tiempo que hacía parte del grupo de los 50 terroristas colombianos más buscados por la justicia de los Estados Unidos. Según las autoridades también planeó y coordinó asesinatos, atentados y secuestros en el Huila, Caquetá, Bogotá y en los últimos meses en Risaralda y Cundinamarca.

## Delitos
Alias "James patamala" tenía en su contra órdenes de captura de la Fiscalía Cuarta Especializada de Neiva por los delitos de hurto agravado y calificado, terrorismo, secuestro extorsivo, homicidio con fines terroristas, homicidio en persona protegida, tentativa de homicidio, rebelión, concierto para delinquir, porte ilegal de armas de fuego, daño en bien ajeno y empleo de sustancias peligrosas, entre otras.

## Muerte en Operación Redentor
Luego de recibir información sobre el paradero de alias "James Patamala" por parte de dos informantes, La Dirección de Inteligencia de la Policía Nacional llevó a cabo seguimientos por seis meses para dar con el paradero del cabecilla guerrillero. Según informó la Policía Nacional, los miembros de inteligencia pasaron días enteros entre la maleza, haciendo infiltraciones por personal encubierto y acercamiento con los guerrilleros que formaban parte de los anillos de seguridad del mando subversivo.
Alias "James Patamala" murió el 25 de octubre de 2009 cerca de las 5:00 AM (UTC-5) tras una operación denominada "Redentor" del grupo COPES de la Policía Nacional de Colombia liderado por oficiales de la Dijín en la vereda El Cóndor, municipio de Puerto Rico, en el departamento del Caquetá. Los anillos de seguridad del cabecilla se percataron del operativo y reaccionaron con ráfagas de fusil e intenso fuego de morteros, de lanzagranadas y de ametralladoras M-60. Desde el aire, dos helicópteros Black Hawk de la Policía apoyaron a los uniformados en tierra y respondieron al ataque de los insurgentes.
Alias "James Patamala" y ocho de sus escoltas huyeron hacia una casa cercana donde enfrentaron al comando del COPES. Junto al cuerpo sin vida de alias "James Patamala" se encontró una agenda con una lista de elementos necesarios para acometer aparentemente un operativo de importancia que pretendía realizar la Columna Móvil Teofilo Forero disfrazándose de fuerza pública.

### Retaliación por las FARC
Como retaliación por la muerte en combate de alias "James Patamala", el 22 de diciembre de 2009, guerrilleros de la Columna Móvil Teofilo Forero llegaron a la vivienda del entonces gobernador del Caquetá Luis Francisco Cuéllar detonaron un explosivo en la entrada de la casa y derribaron la puerta, mientras asesinaban al patrullero de la Policía Nacional Javier García Gutiérrez. Secuestraron al Gobernador, pero antes de partir los guerrilleros pintaron en la pared de la casa, el grafiti ‘Comando James’ haciendo referencia a alias "James Patamala". El gobernador fue después asesinado en una zona rural contigua.
Alias "James Patamala" fue sepultado en el Cementerio Central de Neiva. El gobierno colombiano pagó una recompensa de COP$1900 millones de pesos (950.000 dólares aproximadamente) a dos informantes que colaboraron con información sobre el paradero del guerrillero.